# David Saint-Jacques
David Saint-Jacques (* 6. ledna 1970, Quebec) je kanadský astronaut oddílu Kanadské kosmické agentury. Je rovněž astrofyzik, inženýr a lékař. Do oddílu astronautů byl vybrán v roce 2009 spolu s Jeremy Hansenem.

## Raný život a vzdělání
Narodil se ve městě Québec a vyrůstal v Montréalu. V roce 1993 získal bakalářský titul v oboru inženýrská fyzika na École Polytechnique de Montréal. Roku 1998 potom získal doktorský titul v oblasti astrofyziky na univerzitě v Cambridgi. Jako postgraduální pracovník působil v Japonsku, podílel se mimo jiné na provozu japonského dalekohledu Subaru na Havaji. Je také držitelem titulu doktor medicíny z McGillovy univerzity.

## Kariéra
Jeho vědecká kompetence zahrnuje obory lékařství, astrofyzika a inženýrství. Mezinárodní zkušenosti v inženýrství získal ve Francii a Maďarsku, v lékařství v Libanonu a Guatemale. V roce 1993 začal kariéru jako biomedicínský inženýr, navrhoval radiologické vybavení pro angiografii.
V letech 1994-1998 pracoval v oblasti astronomických pozorování a designu, zhotovení a zprovoznění přístrojů pro Teleskop Williama Herschela na Kanárských ostrovech. V průběhu těchto prací podnik několik cest na prestižní zahraniční instituce. V roce 2001 se připojil k astrofyzikální skupině na univerzitě v Montrealu.
Rovněž působil jako lékař a zástupce primáře ve městě Puvirnituq v Quebecu a jako klinický asistent na fakultě lékařství McGillovy univerzity.

## Astronaut
V roce 2009 byl spolu s Jeremym Hansenem vybrán jako jeden ze dvou kanadských astronautů. Uspěl mezi 5351 kandidáty a stal se rovněž členem 20. oddílu astronautů NASA. Absolvoval základní výcvik, který zahrnoval vědecký a technický výcvik, robotiku, školení z fyziologie, výuku v oblasti systémů mezinárodní vesmírné stanice, výcvik pro výstup do volného prostoru, letecký výcvik, výuku ruštiny nebo nácvik přežití v divočině.
V říjnu 2011 byl členem posádky podvodní výzkumné laboratoře Aquarius NEEMO-15, společně s ním byli přítomni také japonským astronaut Takuja Óniši a americká astronautka Shannon Walkerová. V květnu 2016 získal Saint-Jacques svou první letovou nominaci. Měl pracovat na Mezinárodní vesmírné stanici (ISS) v rámci Expedice 58 a Expedice 59.
Do vesmíru odstatoval 3. prosince 2018 v lodi Sojuz MS-11, jemuž velel Oleg Kononěnko, třetím členem posádky byla Anne McClainová. Téhož dne se kosmonauti připojili ke stanici a zůstali zde jako členové Expedice 57/58/59 do 25. června 2019, kdy přistáli v kazašské stepi. Jejich kosmický let trval 203 dní, 15 hodin a 16 minut.

## Osobní život
Saint-Jacques je ženatý, má dvě děti. Mezi jeho zájmy patří horolezectví, turistika, cyklistika, lyžařství a námořnictví. Hovoří plynně anglicky a francouzsky, ovládá ale také ruštinu, španělštinu a japonštinu.